# Konrad Piasecki
Konrad Piasecki (ur. 1 listopada 1970 w Warszawie) – polski dziennikarz radiowy i telewizyjny związany z TVN24, w latach 1994–2016 dziennikarz radia RMF FM, w latach 2016–2018 dziennikarz Radia Zet. Laureat nagrody Grand Press dla dziennikarza roku 2015.

## Życiorys
Absolwent XLV Liceum Ogólnokształcącego im. Romualda Traugutta w Warszawie, studiował na Wydziale Historycznym Uniwersytetu Warszawskiego (studiów nie ukończył). W latach 1992–1994 był reporterem Radia Kolor. W latach 1994–2016 dziennikarz RMF FM, był tam reporterem politycznym i prowadzącym codzienną poranną rozmowę Kontrwywiad RMF FM – od września 2006 do czerwca 2016. Od kwietnia 2007 do marca 2008 wraz z ówczesnym redaktorem naczelnym tygodnika „Newsweek Polska”, Michałem Koboską, był gospodarzem sobotniego Kontrapunktu RMF FM i Newsweeka.
W latach 1996–1999 razem z Tomaszem Skorym prowadził Polityczne graffiti w Polsacie. W latach 2001–2004 prowadził ten program na przemian z Dorotą Gawryluk. W latach 2000–2001 ze Skorym prowadził program Krakowskie Przedmieście 27 w TVP1 i RMF FM. W 2006 był reporterem Panoramy w TVP2.
Jest autorem artykułów w „Rzeczpospolitej”, „Polityce”, „Newsweeku”, „Tygodniku Powszechnym”, „Focus Historia”, miesięczniku „Press”, i felietonistą portalu interia.pl. Ponadto jest autorem rozdziału „Wywiad radiowy – codzienny wywiadowca radiowy” w Biblii dziennikarstwa (wyd. Znak).
Podczas wyborów prezydenckich w Polsce w 2010 współtworzył razem z Tomaszem Machałą stronę kampanianazywo.pl.
Od września 2016 do czerwca 2018 pracował w Radiu Zet, gdzie prowadził program Gość Radia Zet.
Od lutego 2008 do lipca 2018 prowadził w TVN24 program publicystyczny Piaskiem po oczach. Od lutego do lipca 2012 w TVN24 prowadził przegląd prasy, w którym wraz z publicystami omawiał bieżące wydarzenia (głównie polityczne). Od września 2018 w TVN24 prowadzi poranne wywiady w programie Rozmowa Piaseckiego, jest też gospodarzem programu Kawa na ławę.
W listopadzie 2018 roku, nakładem wydawnictwa Burda Książki, ukazała się jego książka Zamki na piasku. 20 obrazków z życia dziennikarza, w której opisuje przełomowe momenty w polskiej polityce, których był świadkiem podczas swojej 25-letniej pracy dziennikarskiej.

### Dziennikarz Roku
W 2015 został wyróżniony tytułem Dziennikarza Roku przez jury dziennikarskie miesięcznika „Press”. Jako dziennikarz radia RMF FM i kanału informacyjnego TVN24 wygrał plebiscyt wyprzedzając Katarzynę Janowską (dyrektor TVP Kultura), Grzegorza Sroczyńskiego („Gazeta Wyborcza”), Tomasza Sekielskiego (autor programu Po prostu TVP1), Krzysztofa Ziemca (prowadzący Wiadomości TVP1) i Filipa Springera.